# Крашавиця
Крашавиця (біл. вёска Каршавіца) — село в складі Борисовського району Мінської області, Білорусь. Село підпорядковане Мойсеївщинській сільській раді, розташоване в північно-східній частині області.